# Niclas Huschenbeth
Niclas Huschenbeth est un joueur d'échecs allemand né le 29 février 1992 à Hann. Münden.
Au 1er juillet 2019, il est le sixième joueur allemand et le 173e joueur mondial avec un classement Elo de 2 620 points.

## Biographie et carrière
Niclas Huschenbeth a remporté le championnat d'Allemagne d'échecs en 2010 et 2019. Il participa à l'Olympiade d'échecs en 2010 et 2012 en tant qu'échiquier de réserve de l'équipe d'Allemagne. En 2011, il remporta la médaille d'or par équipe et la médaille d'or individuelle au premier échiquier lors de la Mitropa Cup.
Il a obtenu le titre de grand maître international en 2012.
Lors du Championnat d'Europe d'échecs individuel 2019, Huschenbeth finit troisième ex æquo et huitième au départage avec 8 points sur 11, se qualifiant pour la Coupe du monde d'échecs 2019.
Lors de la Coupe du monde d'échecs 2019 disputée à Batoumi, il bat Arkadij Naiditsch au premier tour, puis est éliminé au deuxième tour par Nikita Vitiougov.
Lors de la Coupe du monde d'échecs 2023 disputée à Bakou, il est à nouveau éliminé au deuxième tour.
| Année | Lieu            | Résultat      | Ultime adversaire | Adversaires battus        |
| ----- | --------------- | ------------- | ----------------- | ------------------------- |
| 2019  | Khanty-Mansiïsk | deuxième tour | Nikita Vitiougov  | Arkadij Naiditsch         |
| 2023  | Bakou           | deuxième tour | David Navara      | Fy Antenaina Rakotomaharo |